# Arrondissement Alençon
Alençon is een arrondissement van het Franse departement Orne in de regio Normandië. De onderprefectuur is Alençon.

## Kantons
Het arrondissement is samengesteld uit de volgende kantons:
- Kanton Alençon-1
- Kanton Alençon-2
- Kanton Alençon-3
- Kanton Carrouges
- Kanton Courtomer
- Kanton Domfront
- Kanton La Ferté-Macé
- Kanton Juvigny-sous-Andaine
- Kanton Le Mêle-sur-Sarthe
- Kanton Passais
- Kanton Sées

De samenstelling werd gewijzigd door de herindeling van de kantons bij decreet van 25 februari 2014, met uitwerking op 22 maart 2015.[1] Het arrest van 20 december 2016 heeft de grenzen van de arrondissementen gewijzigd met uitwerking op 1 januari 2017.[2] Sindsdien omvat het arrondissement volgende kantons:
- Kanton Alençon-1
- Kanton Alençon-2
- Kanton Bagnoles de l'Orne Normandie
- Kanton Damigny
- Kanton Domfront
- Kanton La Ferté Macé  (deel 6/15 )
- Kanton Flers-1  ( deel 1/13 )
- Kanton Magny-le-Désert  ( deel 21/35 )
- Kanton Écouves
- Kanton Sées